# Transfennica
Transfennica är ett finländskt linjerederi.
Transfennica grundades 1976 av den finländska pappersexportindustrin och är sedan 2005 helägt av Spliethoff Bevrachtingskantoor B.V. i Amsterdam. Rederiet har sedan 1978 utvecklat en modern, specialbyggd flotta i sex generationer för transport både av finländska skogsindustriprodukter, annan export och importgods. 2006 sysselsatte bolaget 17 fartyg, därav tre finländska, i reguljär linjetrafik mellan Finland och Sverige, Estland, Polen, Tyskland samt kontinenten och England. Samtidigt levererades de första enheterna i ett flerårigt nybyggnadsprogram på totalt åtta 205 m långa och 25,5 m breda fartyg. Den nya fartygstypen får fasta ramper till fyra däck med totalt 2 900 filmeter lastutrymme och plats för 639 TEU (standardcontainrar). Transfennica sysselsätter en personal på cirka 100 personer, och bolagets flotta seglar huvudsakligen under utländsk flagg. De viktigaste hamnarna i Finland är Raumo, Hangö och Fredrikshamn.